# Gare d'Eina
La gare d'Eina est une gare ferroviaire de la Gjøvikbanen, située dans la commune de Vestre Toten.

## Situation ferroviaire
Établie à 401.3 m d'altitude, la gare est située à 100.89 km d'Oslo.

## Histoire
La gare fut mise en service en 1901. Avec l'ouverture de la ligne de Valdre en 1906 jusqu'à Dokka, Eina devint un carrefour ferroviaire.  Mais le trafic passager de cette ligne fut arrêté en 1988, le trafic du fret en 1999, et cette ligne, considérée aujourd'hui comme fermée est empruntée sporadiquement par des trains touristiques.
Eina est aujourd'hui une gare dénuée de personnel, malgré tout elle a gardé son statut de gare ferroviaire et les trains continuent de s'y arrêter.

## Service des voyageurs

### Accueil
Il n'y a ni guichet ni automates. Il y a cependant une salle d'attente ouverte du 1er octobre au 1er mai, du lundi au samedi de 4h15 à 18h et le dimanche de 12h à 20h.

### Desserte
Eina est desservie par des trains régionaux en direction de Gjøvik et d'Oslo.

### Intermodalité
La gare a un parking d'environ 35 places et un parc à vélo couvert. Un arrêt de bus se trouve à proximité de la gare.